# Clypeodytes viator
Clypeodytes viator är en skalbaggsart som beskrevs av Olof Biström 1988. Clypeodytes viator ingår i släktet Clypeodytes och familjen dykare. Inga underarter finns listade i Catalogue of Life.